# Hans von Ahlfen
Hans von Ahlfen (Berlijn, 20 februari 1897 - Oberndorf, 11 september 1966) was een Duitse Generalmajor die aan het einde van de Tweede Wereldoorlog bekendheid verwierf door de verdediging van het fort Breslau. Na de oorlog begon hij als schrijver van verschillende essays en boeken.

## Eerste Wereldoorlog en interbellum
Ahlfen trad op 17 augustus 1914, aan het begin van de Eerste Wereldoorlog, als vrijwilliger toe tot het Pionier-Ersatz-Bataillon Nr. 2 van het Pruisische leger. Op 20 oktober 1914 werd hij overgeplaatst naar de 2e compagnie van het Pommerschen Pionier-Bataillons Nr. 2 en daar op 22 maart 1915, met een erkenning van 12 november 1914, bevorderd tot luitenant. In de daaropvolgende periode diende hij als adjudant bij de commandant van de pioniers in het opperbevel van het Zuidelijke Leger (ook wel het Bug-Leger genoemd), en vanaf 1 augustus 1916 bij de Generaal der Pioniers 10. Na enkele korte andere opdrachten vanaf februari 1918 kwam Ahlfen op 15 april 1918 bij de commandant van de pantserdivisie van de Ostsee-Divisie.
Tot het voorjaar van 1921 leidde Ahlfen verschillende pantserdivisies (Nr. 21, 30, 44) en werd als beroepssoldaat overgenomen in de Reichswehr. Vervolgens werd hij gedetacheerd naar enkele compagnieën en naar de infanterieschool in München. Tussen 1 oktober 1922 en 31 december 1928 werd hij opnieuw ingezet bij het 2e (Pruisische) Pionier-Bataillon, slechts kort onderbroken door zijn overplaatsing naar het 5e (Pruisische) Reiter-Regiment (1923-25). Tijdens deze periode was Ahlfen gedetacheerd voor de opleiding van stafofficieren bij de staf van de 2e Divisie. Daarna was hij tot eind februari 1932 adjudant van de hogere pionierofficier bij het groepshoofdkwartier 1 en werd in deze periode op 1 maart 1931 bevorderd tot kapitein. Hij volgde bijscholing aan de pionierschool en werd ingezet als compagniescommandant in het 5e Pionier-Bataillon en het Pionier-Bataillon Münden (vernoemd naar de stad Hann. Münden, later hernoemd tot Pionier-Bataillon 9). Van 1 augustus 1935 tot eind augustus 1937 was Ahlfen leraar aan de Kriegsakademie (militaire academie) en bereikte nu als majoor (bevordering op 1 januari 1936) op 1 september 1937 posities in het Reichskriegsministerium, vooral als groepsleider bij Inspecties.

## Tweede Wereldoorlog

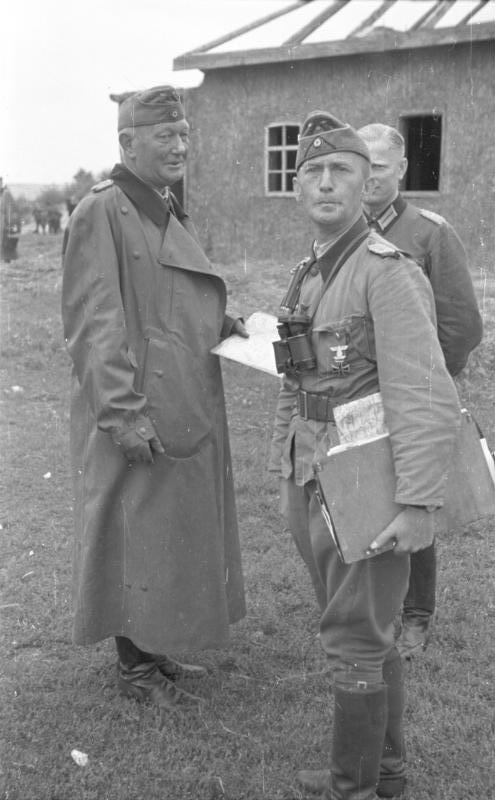
Hans von Ahlfen op 7 september 1941 in Krementsjoek

Bij het begin van de Tweede Wereldoorlog vervulde Ahlfen aanvankelijk een vergelijkbare functie, onder andere in de staf van de Generaal der Pioniers en Forten bij de Opperbevelhebber van het Leger. Vanaf 1 juli 1940 nam hij het commando over het Pionier-Bataillon 40 (gemotoriseerd) over en vanaf 5 januari 1942 over het Pionier-Regimentsstab 617 (gemotoriseerd), waarbij hij op 1 februari tot kolonel werd bevorderd. Van 30 juli 1942 tot 1 juli 1943 diende hij in de generale staf van de Heeresgruppe Don en was vervolgens tot 5 oktober 1944 pionierleider bij het Legerkorps Noorwegen. Tijdens de Sovjet-operatie Bagration gaf Ahlfen kortstondig bevel over de pioniers van het 9e leger onder leiding van generaal der panzertruppe Nikolaus von Vormann van 27 juli tot 16 september 1944. In oktober 1944 werd Ahlfen in de reserve van leiders geplaatst, maar nam tegelijkertijd deel aan een cursus voor divisiecommandant en leidde vanaf 16 november de Sperrverband von Ahlfen bij de Heeresgruppe Don en het Pionier-Brigade 70.
Na zijn bevordering tot generaal-majoor op 30 januari 1945 werd Ahlfen door generaal-veldmaarschalk Ferdinand Schörner benoemd tot commandant van de vesting Breslau op 2 februari 1945, ter vervanging van de oorspronkelijk aangewezen generaal-majoor Johannes Krause, die ziek was. De stad werd op 15 februari 1945 omsingeld door het Rode Leger. Tijdens de verdediging verwierf gouwleider (Gauleiter) Karl Hanke echter uitgebreide bevoegdheden en raakte uiteindelijk in conflict met Ahlfen. Hanke klaagde rechtstreeks bij Hitler en liet Ahlfen vervangen door Hermann Niehoff. Op 8 maart 1945 nam de ingevlogen Hermann Niehoff het commando over. Niehoff werd op 1 april bevorderd tot generaal der infanterie. Na enkele weken zonder opdracht kreeg Ahlfen op 25 maart 1945 de functie van generaal der pioniers in de Heeresgruppe B. Op 17 april 1945 werd hij gearresteerd door Amerikaanse troepen en kwam hij in geallieerde krijgsgevangenschap, waaruit hij op 30 juni 1947 werd vrijgelaten.

## Na de Tweede Wereldoorlog
Na de oorlog was Ahlfen actief als schrijver van verschillende boeken. Tijdens zijn tijd als leraar aan de Kriegsakademie had hij al een militair leerboek geschreven getiteld "Dienst bei den Pionieren" (Uitgeverij Detke, Leipzig 1937). Nu publiceerde hij vanaf het begin van de jaren 50 meer theoretische geschriften over het pionierswezen. Buiten het militaire vakgebied werd Ahlfen bekend door zijn geschriften over de gevechten om Breslau, voor het eerst met het artikel "Der Kampf der Festung Breslau" in de Wehrwissenschaftlichen Rundschau uit 1956, gevolgd door het boek "Der Kampf der Festung Breslau" (Uitgeverij Ernst Siegfried Mittler, 1957) een jaar later. In de daaropvolgende jaren verdiepte hij zich samen met Hermann Niehoff, zijn opvolger als vestingcommandant, nog steeds in dit onderwerp. In 1959 publiceerden ze samen het boek "So kämpfte Breslau" (Uitgeverij Gräfe und Unzer, 1959), dat een groot commercieel succes werd en gevolgd werd door verdere edities. In het daaropvolgende werk "Kampf um Schlesien" (Uitgeverij Gräfe und Unzer, 1961) beschreef Ahlfen de bredere context van de operaties in 1945.

## Carrière
- Generalmajor: 30 januari 1945[2][3]
- Oberst: 1 februari 1942[2][3]
- Oberstleutnant: 1 maart 1939[2][3]
- Major: 1 januari 1936[2][3]
- Hauptmann: 1 maart 1931[2][3]
- Oberleutnant: 31 juli 1925[2][3] (RDA van 1 april 1925[3])
- Leutnant: 22 maart 1915[2][3] (Patent van 1 september 1915[3])
- Fähnrich: 27 januari 1915[2]
- Fahnenjunker-Unteroffizier: 13 november 1914[2]
- Fahnenjunker-Gefreiter: 13 oktober 1914[2]
- Fahnenjunker (aspirant-officier): 17 augustus 1914[2][3]

## Onderscheidingen
Selectie:
- Herhalingsgesp bij IJzeren Kruis 1939, 1e Klasse[2] en 2e Klasse[2]
- IJzeren Kruis 1914, 1e Klasse[2][3] en 2e Klasse[2][3]
- Gewondeninsigne 1918 in zwart[2]